# Referéndum constitucional del Alto Karabaj de 2017
El referéndum constitucional del Alto Karabaj de 2017 tuvo lugar el 20 de febrero, consistió e se celebró un referéndum constitucional vinculante en la república no reconocida del Alto Karabaj (actualmente denominada «Artsaj»). El cuórum necesario para validar el resultado era del 25 % de los electores con derecho a voto. El referéndum finalmente se aprobó con aproximadamente tres cuartos de los electores ejerciendo su derecho a voto.

## Trasfondo
El presidente Bako Sahakyan creó una comisión para redactar una nueva constitución que reemplazase la constitución de 2006. La comisión entregó el borrador el 24 de noviembre de 2016 y fue aprobado por la Asamblea Nacional el 17 de enero con una votación de 20 votos a favor, 7 en contra y 6 abstenciones. El 19 de enero, Sahakyan fijó la fecha del referéndum.

## Cambios constitucionales
Los cambios constitucionales darían como resultado la adopción del cambio del nombre oficial del estado no reconocido a «República de Artsaj» y que este se usase junto con el nombre usado hasta entonces, así como también en la abolición del gabinete del primer ministro y en otorgarle más poder al Presidente para tomar decisiones más rápidas sobre seguridad.
Levon Galustyan, diputado del estado no reconocido de Abjasia y observador en el referéndum, explicó que la idea del cambio de nombre surgió después de que los políticos del Alto Karabaj hubieran expresado su preocupación por el uso del nombre «Artsaj» y «Nagorno-Karabaj» por parte de Azerbaiyán por sus equipos deportivos e iniciativas artísticas en el extranjero podría crear la impresión equivocada de la realidad de la región.

## Resultados
|  | 90.05 % |

|  | 9.95 % |

|  | 97.27 % |

|  | 76.51 % |

|  | 23.49 % |

## Reacción internacional
- Azerbaiyán: Hikmet Hajiev, portavoz de la cancillería azerbaiyana, del que Nagorno-Karabaj forma parte oficialmente pero que perdió el control de facto de la región tras la Guerra del Alto Karabaj, condenó el referéndum calificándolo de "provocación" y contraproducente para el proceso de resolución de conflictos. El gobierno también emitió una orden de arresto internacional para tres miembros del Parlamento Europeo que actuaron como observadores en el referéndum: el checo Jaromir Stetina, el chipriota Eleni Theocharous y el luxemburgués Frank Engel.

- El Grupo de Minsk de OSCE, mediador oficial del conflicto de Nagorno-Karabaj, declaró que los resultados del referéndum no cambiarían el estatus legal de Nagorno-Karabaj.

- Como parte del Grupo de Minsk, los siguientes gobiernos se sumaron a la negativa de reconocer el referéndum: Estados Unidos, Francia, la Federación Rusa, Alemania, Bielorrusia, Finlandia, Italia, Suecia y Turquía.

- Armenia: El presidente armenio Serzh Sargsián declaró que era el pueblo del Nagorno-Karabaj era el único que podía decidir su futuro; aunque se evitó hacer un reconocimiento oficial del referéndum.

- Georgia: Como en todas las elecciones de autogobierno local de Nagorno-Karabaj, el ejecutivo georgiano indicó que no reconocía de manera alguna el referéndum.

- Ucrania: La portavoz del Ministerio de Asuntos Exteriores de Ucrania, Mariana Betsa, calificó de ilegítimo el referéndum y reafirmó el reconocimiento de la región de Nagorno-Karabaj como parte de Azerbaiyán por parte de Ucrania.